# Langue des signes tunisienne
La langue des signes tunisienne est la langue des signes utilisée par les personnes sourdes et leurs proches en Tunisie.

## Caractéristiques
La langue des signes tunisienne est liée aux langues des signes française et italienne.